# Sant Cugat del Vallès
Sant Cugat del Vallès (spanisch San Cugat del Vallés) ist eine 98.621 Einwohner (Stand: 2024) zählende katalanische Stadt in der Provinz Barcelona im Nordosten Spaniens. Sie liegt in der Comarca Vallès Occidental und gehört zur Metropolregion Àrea Metropolitana de Barcelona.

## Lage
Sant Cugat del Vallès liegt ca. 17 km (Fahrtstrecke) nordwestlich von Barcelona in einer Höhe von ca. 125 m ü. d. M.

## Bevölkerungsentwicklung
| Jahr      | 1842  | 1900  | 1930  | 1950  | 1970   | 2001   | 2011   |
| Einwohner | 2.084 | 2.129 | 4.641 | 6.934 | 20.490 | 60.265 | 84.934 |

Hauptgründe für den enormen Bevölkerungszuwachs in den letzten Jahrzehnten des 20. Jahrhunderts waren die Zuwanderung aus den umliegenden Landgemeinden, die gute Verkehrsanbindung und die vergleichsweise hohen Mietpreise in der Stadt Barcelona.

## Wirtschaft
Die Einwohner lebten jahrhundertelang weitgehend als Selbstversorger von der Landwirtschaft, zu der in geringem Umfang auch der Weinbau und die Viehzucht gehörten. Die ehemalige Kleinstadt diente als Zentrum für Handel, Handwerke und Gewerbe aller Art; daneben spielte auch das Pilgerwesen eine nicht unbedeutende Rolle. Entlang der Nord-Süd-Autobahn AP-7 entstand im ausgehenden 20. Jahrhundert ein Gewerbepark mit Televisión Española, Hewlett-Packard und anderen namhaften Unternehmen. Der Versicherer Catalana Occidente hat seinen Hauptsitz in Sant Cugat del Vallès.

## Geschichte
Der Ort entstand auf dem Platz eines römischen Kastells; auch die Existenz einer kleinen frühchristlichen Kirche des 4. oder 5. Jahrhunderts wurde bei Ausgrabungsarbeiten nachgewiesen. Im 8. oder 9. Jahrhundert entstand ein kleines Kloster, welches später dem Bischof von Barcelona unterstellt wurde und vom 11. bis 14. Jahrhundert eine Blütezeit erlebte. Im Jahr 1835 wurde das Kloster aufgelöst.

## Sehenswürdigkeiten
- Das Kloster Sant Cugat del Vallès mit seiner Kirche und dem teilweise mittelalterlichen Kreuzgang (claustro) ist die bedeutendste historisch-kulturelle Attraktion der Stadt.
- Der Ort verfügt über viele Grünflächen und Parks, Einkaufszonen, Sportanlagen (darunter insbesondere seinen Golfplatz) und attraktive Wohngebiete; er hat sich daher zu einem der beliebtesten Wohngebiete in der Umgebung von Barcelona entwickelt.
- Die Casa Armet und die Casa LLuch sind zwei architektonisch interessante Villen des ausgehenden 19. bzw. des beginnenden 20. Jahrhunderts.
- Der Celler Cooperatiu ist ein im Jahr 1921 fertiggestelltes Ziegelsteingebäude der örtlichen Winzergenossenschaft im Stil des Modernisme.
- Die aus Bruchsteinen gemauerte Ermita de Sant Adjutori (41° 27′ 20″ N, 2° 6′ 51″ O) ist ein Rundbau des 10. Jahrhunderts; sie stand einst auf einem den Äbten von Sant Cugat gehörenden Gelände. Im 17. Jahrhundert wurde das Portal erneuert.
- Seit 2019 befindet sich im Ort das Museu del Còmic, das katalanische Comicmuseum.
- Das Sportleistungszentrum Centre d’Alt Rendiment (CAR), welches viele international bekannte Sportler hervorgebracht hat

## Schutzpatron

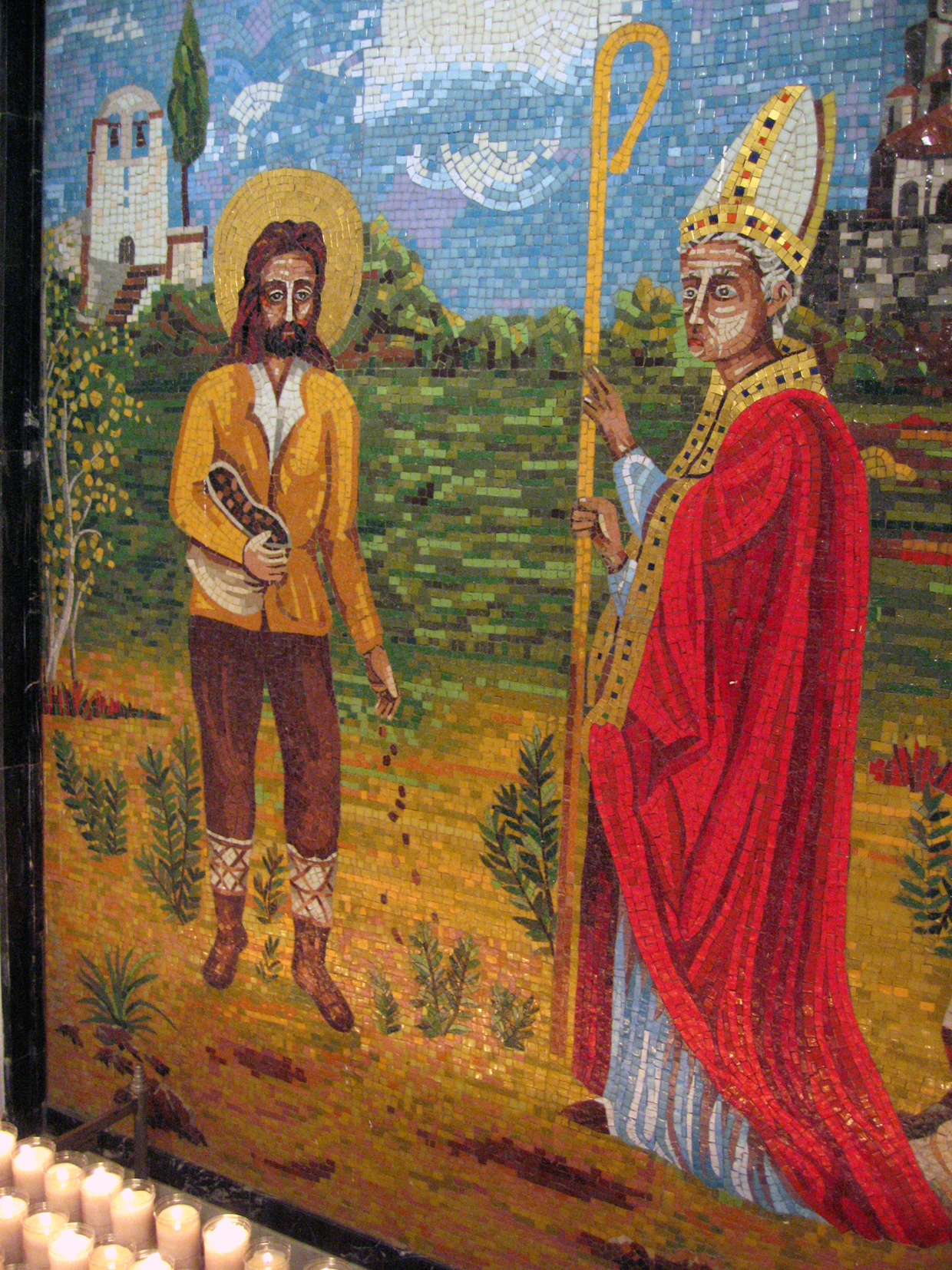
Mosaik in der Kapelle des St. Medir in St. Cugat

Am 3. März ist in Sant Cugat del Vallès der Feiertag des Sant Medir, dem Schutzpatron des Ortes. Die Legende geht auf die Zeit der Römer (303 n. Chr. Kaiser Diokletian) zurück, die sich bekanntlich anfangs sehr gegen den christlichen Glauben sträubten. Auch in Katalonien fanden Christenverfolgungen statt, man denke nur an den Heiligen Cugat, der dem Ort seinen Namen gab. Sie verfolgten den damaligen Bischof von Barcelona mit dem Namen Sever, der sich jedoch schnell von dannen machte und über den Tibidabo nach Sant Cugat entfloh. Nach damaligen Maßstäben war dies eine Tagesreise, den Tunnel gab es damals noch nicht.
Er erreichte schließlich ein Seitental und fand dort den Bauern Medir auf seinem Feld bei der Aussaat von Saubohnen vor. Während er weiter hastete, um ein geeignetes Versteck zu finden, waren die Römer schon auf seinen Fersen. Sie nahmen sich den armen Medir vor und befragten ihn, ob er einen flüchtigen Bischof gesehen habe. Medir war ebenfalls ein christlicher Mann und wollte seinen Seelenhirten nicht preisgeben. Andererseits war man auch damals schon obrigkeitsgläubig und so lavierte er sich bauernschlau aus der Affäre: Er habe den Bischof gesehen, als er seine Bohnen pflanzte, meinte er. Während dieser kurzen Zeit allerdings waren die Bohnen mit enormer Geschwindigkeit gewachsen und hatten sein Feld in ein unübersehbares Grün verwandelt. In Abwesenheit von Turbodünger handelte es sich also um ein Wunder. Die Römer hingegen waren naturgemäß misstrauisch ob dieser unstimmigen Geschichte und töteten ihn. Der Sage nach fanden sie ebenfalls den Bischof und bereiteten auch ihm ein Ende.
Trotzdem geht die Geschichte nicht nur tragisch aus. Medir war ein ehrlicher Mann und ein Wunder geschah. An der Stelle des Geschehens baute man eine Kapelle und pilgert einmal im Jahr dorthin.

## Söhne und Töchter der Stadt
- Rubén Xaus (* 1978), Motorradrennfahrer
- Rosalía (* 1992), Sängerin
- Pau Víctor (* 2001), Fußballspieler
- Nona Pérez (* 2003), Wasserballspielerin
- Iker Bravo (* 2005), Fußballspieler

## Städtepartnerschaft
- Alba (Italien)